# Le Sang de la terre
Pour plus de détails, voir Fiche technique et Distribution.
Le Sang de la terre (Tap Roots) est un film américain réalisé par George Marshall, sorti en 1948.

## Synopsis
La famille Dabney est propriétaire d’une vaste plantation à Levington dans le Mississippi mais la guerre de Sécession menace d’éclater. Morna Dabney, son père Hoab et son grand-père Big Sam sont bien décidés à rester neutres durant le conflit malgré les convictions opposées de Clay McIvor, officier sudiste fiancé à Morna. Toute la famille a rallié la population du comté pour former un état neutre, soutenu par le journaliste local, Keith Alexander. La guerre éclate. L’armée sudiste n’accepte pas la neutralité de Levington et avec Clay au commandement, les confédérés décident d’attaquer le comté...

## Fiche technique
- Titre original : Tap Roots
- Titre français : Le Sang de la terre
- Réalisation : George Marshall
- Scénario : Alan Le May d'après un roman de James H. Street
- Dialogues : Lionel Wiggam
- Direction artistique : Frank A. Richards
- Décors : Alexander Golitzen
- Décorateur de plateau : Russell A. Gausman et Ruby R. Levitt
- Costumes : Yvonne Wood
- Maquillage : Bud Westmore
- Photographie : Winton C. Hoch et Lionel Lindon
- Montage : Milton Carruth
- Musique : Frank Skinner
- Production : Walter Wanger
- Société(s) de production : Universal International Pictures
- Société(s) de distribution : Universal Pictures
- Pays de production :  États-Unis
- Année : 1948
- Langue originale : anglais
- Format : couleur (Technicolor) – 35 mm – 1,37:1 – mono (Western Electric Recording)
- Genre : Drame, romance, guerre et western
- Durée : 109 minutes
- Date de sortie :
  - États-Unis : 25 août 1948

## Distribution
- Van Heflin : Keith Alexander
- Susan Hayward : Morna Dabney
- Boris Karloff : Tishomingo
- Julie London : Aven Dabney
- Whitfield Connor : Clay McIvor
- Ward Bond  (V.F : Marcel Raine) : Hoab Dabney
- Richard Long : Bruce Dabney
- Arthur Shields : Révérend Kirkland
- Griff Barnett : Dr McIntosh
- Sondra Rodgers : Shellie Dabney
- Ruby Dandridge  (V.F : Mona Dol) : Dabby
- Russell Simpson : Big Sam Dabney
- William Haade (V.F : Jean Clarieux) : Leader
- Arthur Space (non-crédité) : Visiteur